# Hémorragie du troisième trimestre
 Mise en garde médicale
Les hémorragies génitales du troisième trimestre correspondent à un saignement extériorisé par voie vaginale au cours du troisième trimestre de grossesse qui représentent un évènement peu courant (5 % des grossesses) et potentiellement sévère : elles constituent une urgence obstétricale avec un risque vital maternel et fœtal.
Dans un passé proche, elles étaient responsables d'une importante mortalité (femmes « mortes en couches »).
L'objectif de leur prise en charge repose sur trois grands axes :
- déterminer la gravité de la situation et le risque vital ;
- un examen de la patiente et un bilan paraclinique[1] ;
- une orientation diagnostique rechercher la cause du saignement[1] ;
- traiter le saignement (voir dans les chapitres spécifiques, par cause d'hémorragie)

## Causes
Les causes des hémorragies du troisième troimèstre sont multiples, 50 % ont une origine endo-cervicale et 50 % ont une origine non gravidique. Dans 5 à 20 % des cas, aucune cause n’est retrouvée.
La démarche diagnostique est centrée sur le diagnostic différentiel entre les deux grandes causes que sont le placenta prævia (inséré en partie ou en totalité sur le segment inférieur), et l'hématome rétroplacentaire, ces pathologies imposent une hospitalisation d'urgence. D'autres pathologies peuvent être la cause de métrorragies au 3e  trimestre de la grossesse.
- Hématome rétroplacentaire (HRP)[4]
- Placenta praevia[4]
- Placenta  accreta et percreta[2]
- Hématome décidual marginal
- Hémorragie de Benckiser
- Rupture utérine
- Lésion cervicales et vaginales[2]
- La menace d’accouchement prématurée et la mise en travail[2]

## Conduite à tenir en urgence

### Évaluer l'importance de l'hémorragie
Afin de faire face à une éventuelle situation d'urgence il est nécessaire d'évaluer le type de saignement ainsi que sa quantité. Elle permettra une éventuelle orientation diagnostique.
Le type, la couleur, la quantité et l'abondance de sang perdu ainsi que la présence de caillot doit être notifier.
Ainsi une hémorragie importante de sang rouge d'apparition récente et persistante évoque un placenta praevia. Tandis qu'une hémorragie peu abondante de sang rouge, survenue après un rapport, évoque une cause cervicale.
Une hémorragie de sang noir plus ou moins abondante accompagné de contraction et de douleurs abdominales violentes oriente le diagnostic vers l'hématome rétroplacentaire, le même type de saignement survenant en dehors de contractions utérines, évoque l'évacuation d'un hématome marginal.

### Premiers gestes
- Pose de deux voies veineuses périphériques
- Perfusion de cristalloïdes
- Prise des constantes vitales
- Bilan biologique urgent : NFS, groupe sanguin, groupe Rhésus, coagulation, RAI, kleihauer
- Commande de culots globulaires (poches de sang) iso-groupe iso-rhésus
- mesures de réanimation si besoin (choc, troubles de la conscience, insuffisance respiratoire)

### À l'interrogatoire
- Antécédents médicaux, chirurgicaux, obstétriques, terme de la grossesse, suivi de la grossesse (en particulier échographique), notion d'hypertension artérielle, d'anomalie de la coagulation,
- Groupe sanguin et rhésus de la patiente, si elle possède une carte,
- Évaluer la perte sanguine, en gardant à l'esprit que le volume de sang exteriorisé est souvent très inférieur au sang perdu,
- Mode de début du saignement, circonstances de début (spontané ou provoqué)

## À l'examen
- Mère : avant de réaliser l'examen clinique de la mère, il est nécessaire d'éliminer le diagnostic d'hémorragie extragénitale.
- La prise de constantes vitales est primordiale pouls, pression artérielle (recherche d'un choc hypovolémique), saturation en oxygène, palpation de l'abdomen, toucher vaginal (TV) prudent après que l'échographie a éliminé un placenta praevia (et contre-indication formelle au TV dans le cas contraire), inspection du col et protéinurie[3].
- Fœtus : mesure du rythme cardiaque fœtal par cardiotocomètre externe, échographie (à la recherche de la cause du saignement, et évaluation du bien être fœtal par le score de Manning).

Au terme de ce bilan, on doit pouvoir préciser l'étiologie des métrorragies et leur retentissement sur la mère et le fœtus. La prise en charge de ces différentes causes est détaillée dans les chapitres correspondants.